# Nikołaj Gurjanow
Nikołaj Aleksiejewicz Gurjanow (ur. 11 maja?/24 maja 1909 w Czudskich Zachodcach, zm. 24 sierpnia 2002 na wyspie Zalit) – rosyjski duchowny prawosławny.

## Życiorys
Pochodził z pobożnej prawosławnej rodziny kupieckiej. Miał trzech braci. Jego ojciec Aleksiej Gurjanow był regentem chóru cerkiewnego. Gdy przyszły duchowny miał pięć lat, zmarł jego ojciec; czterech synów samotnie wychowywała matka, Jekatierina Gurjanowa. Od wczesnego dzieciństwa Nikołaj Gurjanow był prisłużnikiem (ministrantem) w cerkwi św. Michała Archanioła w Kobylim Gorodiszczu (powiat gdowski guberni petersburskiej). Wielokrotnie pielgrzymował do znanych prawosławnych sanktuariów.
Ukończył technikum pedagogiczne w Gatczynie, a następnie kontynuował naukę w Instytucie Pedagogicznym w Leningradzie, z którego został usunięty w 1929 r., za protest przeciwko zamknięciu jednej z cerkwi. Podjął wówczas pracę nauczyciela matematyki, fizyki i biologii w szkole w Tosnie. Następnie został psalmistą w cerkwi św. Mikołaja w Riemdzie.
Na początku lat 30. XX w. został aresztowany pod zarzutem prowadzenia działalności kontrrewolucyjnej i kolejne siedem lat spędził w obozach i więzieniach lub na zesłaniu. Przebywał w więzieniu „Kriesty” w Leningradzie, a następnie w obozie w Syktywkarze. Po odbyciu kary ponownie osiadł w obwodzie leningradzkim. Po ataku III Rzeszy na Związek Radziecki nie został zmobilizowany z powodu złego stanu zdrowia (w obozie doznał poważnych obrażeń nogi).
W 1941 został przymusowo przesiedlony na Łotwę. 8 lutego 1942 metropolita wileński i litewski Sergiusz wyświęcił go na diakona, zaś tydzień później – na kapłana; spotykana jest również informacja, jakoby święcenia kapłańskie przyjął w tajemnicy już po 1929. Ukończył kurs teologiczny przy monasterze Świętego Ducha w Wilnie, po czym został skierowany do żeńskiego monasteru w Rydze w charakterze kapelana. Następnie wrócił do monasteru w Wilnie, gdzie żył, nie wstępując jednak do wspólnoty mniszej.
W lipcu 1943 został proboszczem parafii św. Mikołaja w Gegabraście. W latach 1949–1951 zaocznie ukończył seminarium duchowne w Leningradzie, a następnie uczył się w Leningradzkiej Akademii Duchownej. W 1956 otrzymał godność protoprezbitera. Jego działalność duszpasterską wysoko oceniał biskup wileński i litewski Aleksy.
Dwa lata później, na własną prośbę, podjął pracę duszpasterską w eparchii pskowskiej. O przeniesienie do tejże administratury starał się na prośbę matki, która pragnęła na starość zamieszkać razem z synem w tej części Rosji, z której pochodziła. Objął wówczas parafię św. Mikołaja na wyspie Zalit. Służył w niej do końca życia, otrzymując kolejno wszystkie nagrody cerkiewne przeznaczone dla białego duchowieństwa. W latach 70. XX wieku zyskał sławę świętego starca (chociaż nie był mnichem, a jedynie kapłanem-celibatariuszem), z prośbą o modlitwę i poradę duchową zwracali się do niego świeccy, kapłani i mnisi. Patriarcha moskiewski i całej Rusi Aleksy II określił go jako jeden z filarów rosyjskiego starcostwa. Zajmował się także tworzeniem pieśni paraliturgicznych.
W jego pogrzebie brało udział 3 tys. wiernych; funkcjonuje nieformalny kult duchownego.
Był pierwowzorem starca Anatola, głównego bohatera filmu Pawła Łungina Wyspa.